# Дворец Модело
Дворец Модело (хорв. Palača Modello), также Муниципальная библиотека Риеки — здание, построенное в 1885 году в городе Риека, Хорватия, на месте снесённого в 1883 году Адамичева театра, построенного в 1805 году.

## История
Здание было спроектировано венской студией Фельнер и Гельмер (Fellner i Helmer) для Коммунального сбербанка Риеки и сберегательных касс. Строительство было начало в 1883 году, сразу после сноса Адамичева театра, стоявшего на этом месте. Место для строительства было согласовано Градоначальником Риеки Джованни ди Циотта. Здание расположено напротив городского базара, неподалёку от Хорватского национального театра, построенного в том же 1885 году с тем, чтобы заменить собой снесённый театр.
Постройка отличается роскошным фасадом и богатством различных декоративных элементов в стиле возрождения и позднего барокко. Декоративные элементы выполнены скульптором Игнацио Донегани (Ignazio Donegani). Торжественный зал, являющийся сегодня аудиторией Итальянского клуба культуры (Circolo italiano di cultura), украшен великолепной лепниной.
На первом этаже в настоящее время действует Муниципальная библиотека Риеки.

## Галерея
Вид здания со стороны улицы Ивана Зайца (бывшая улица Порто):

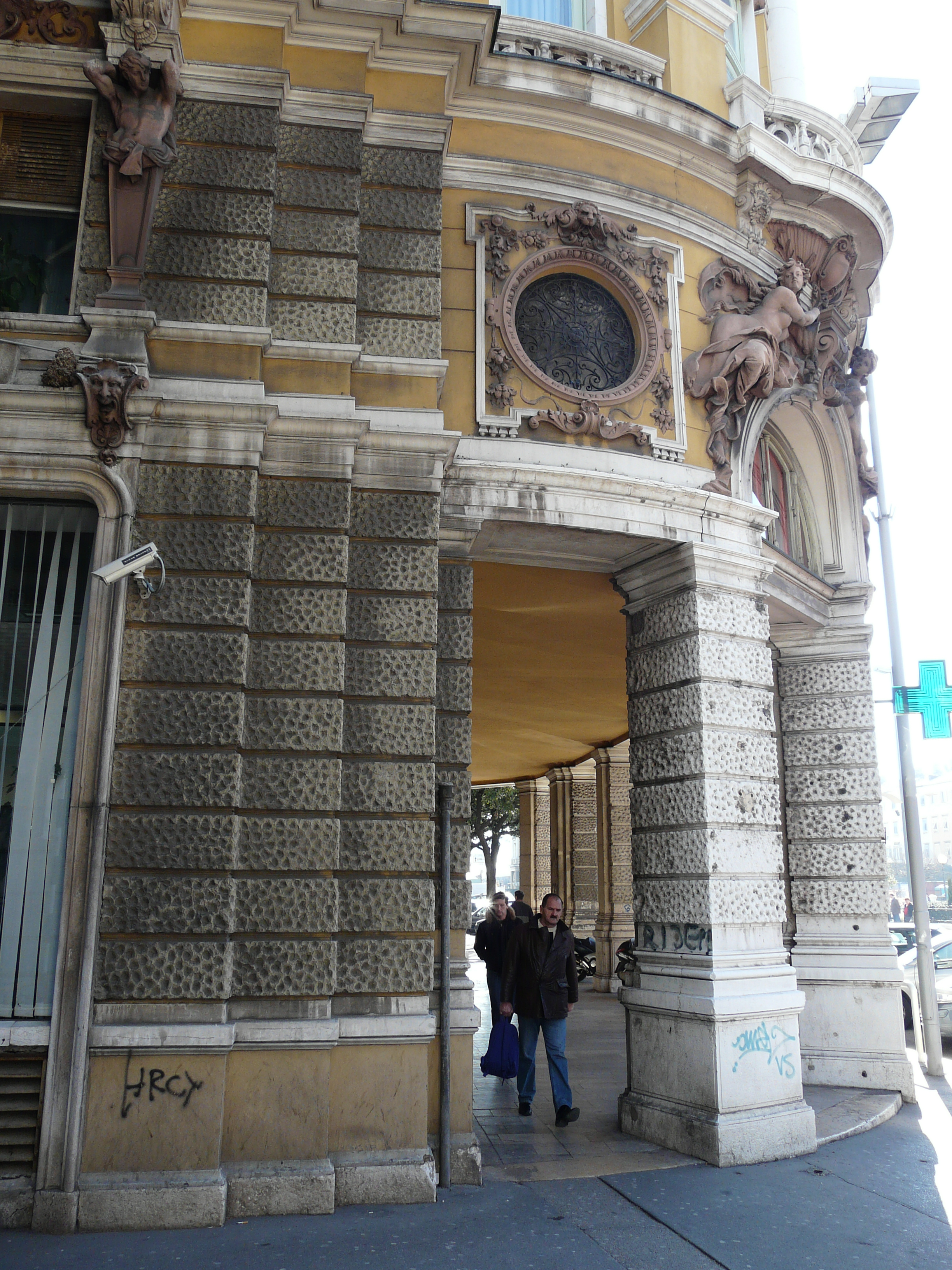
Юго-западный угол дворца Модело.
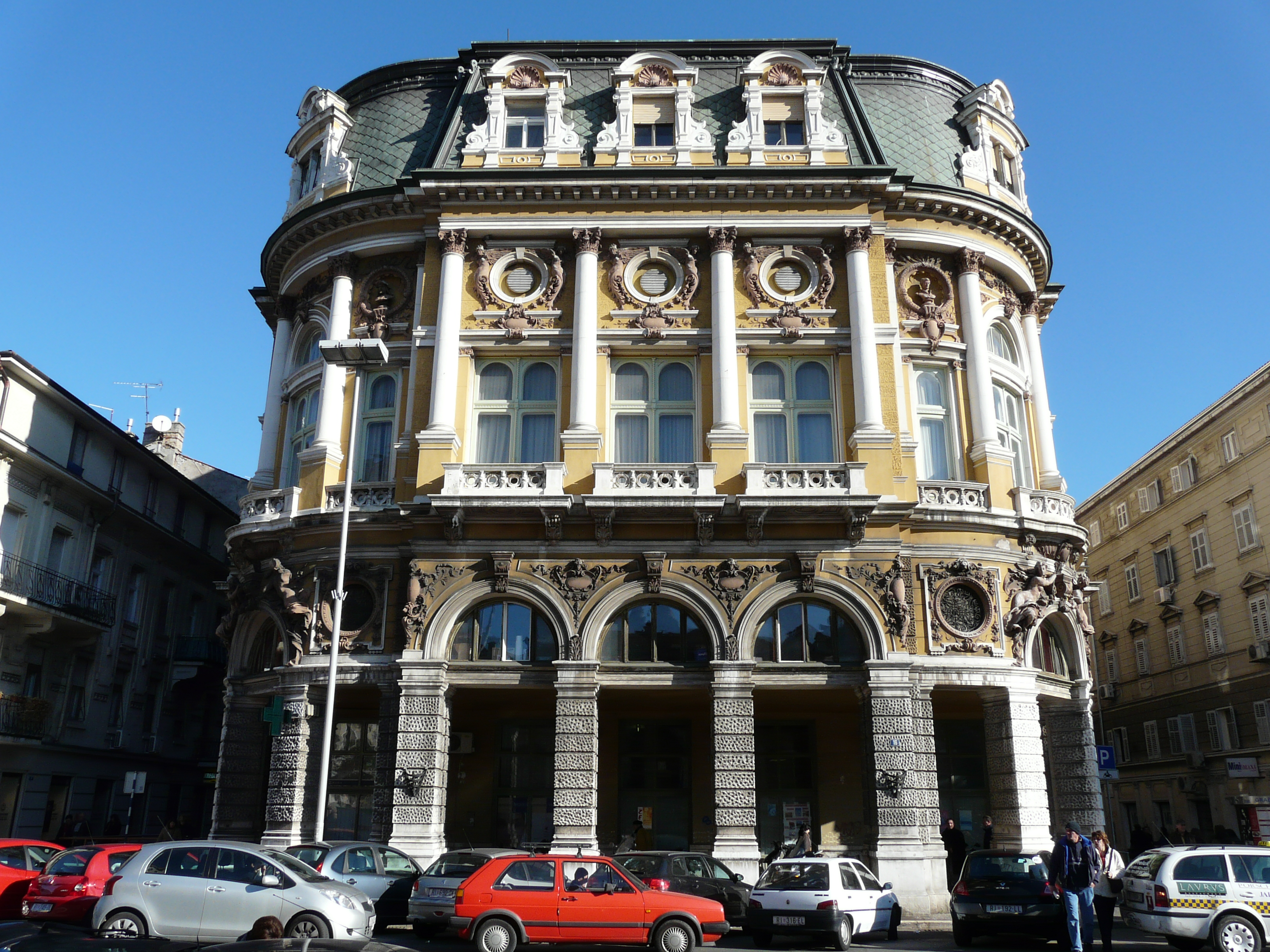
Фасад со стороны улицы Зайца (Порто).
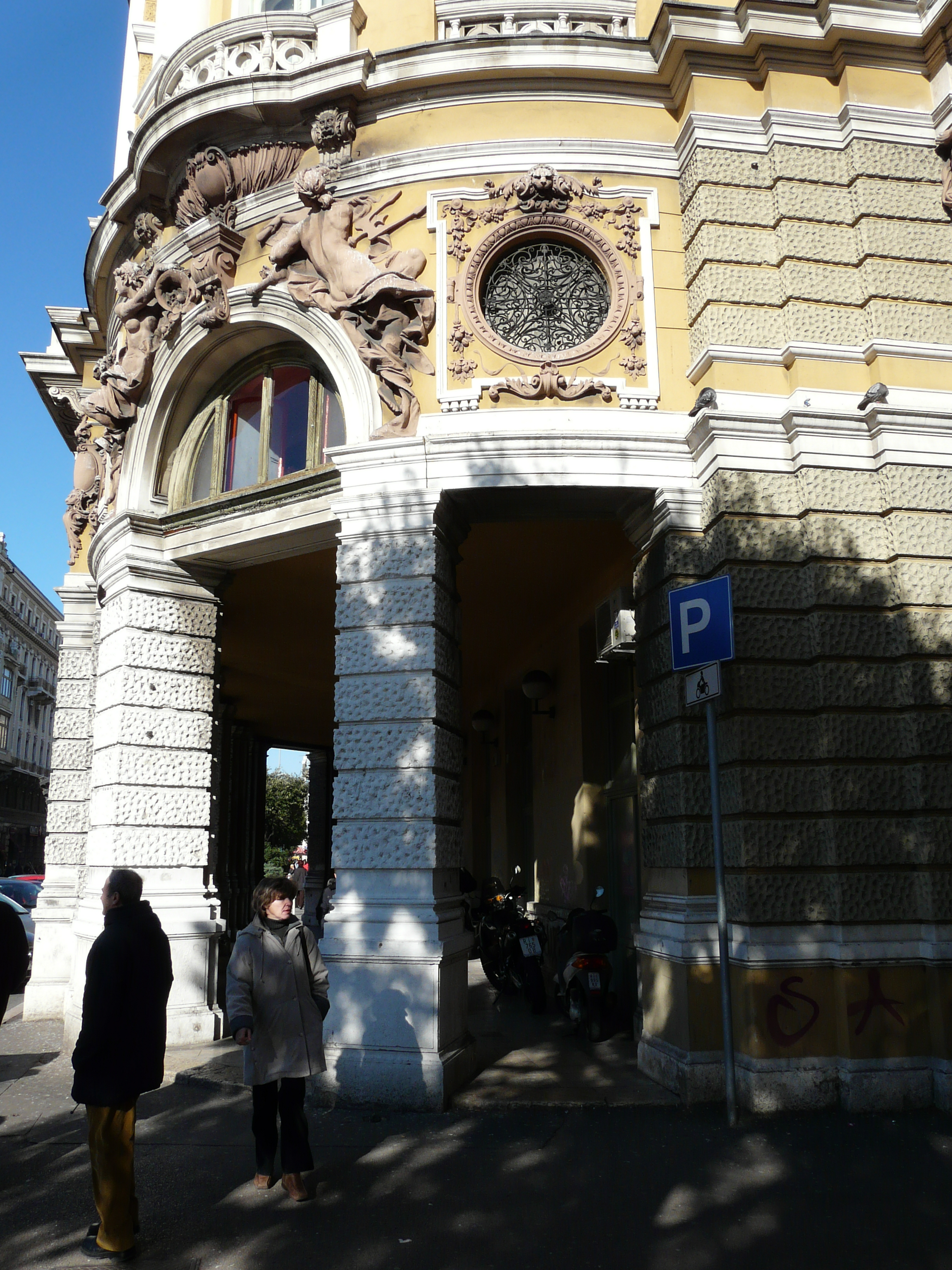
Юго-восточный угол дворца Модело.

Вид здания с других сторон:

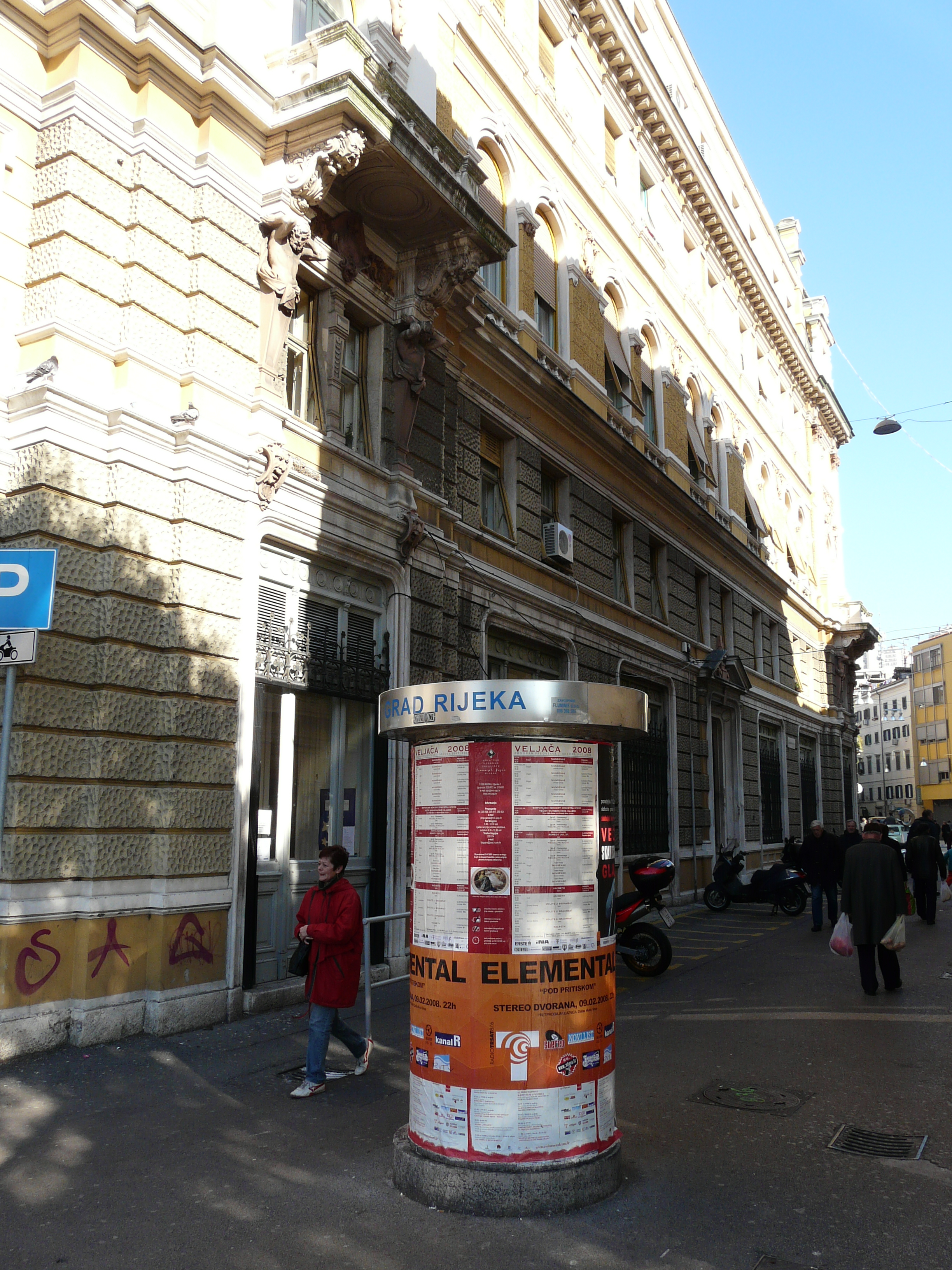
Дворец Модело со стороны улицы Baćvarska
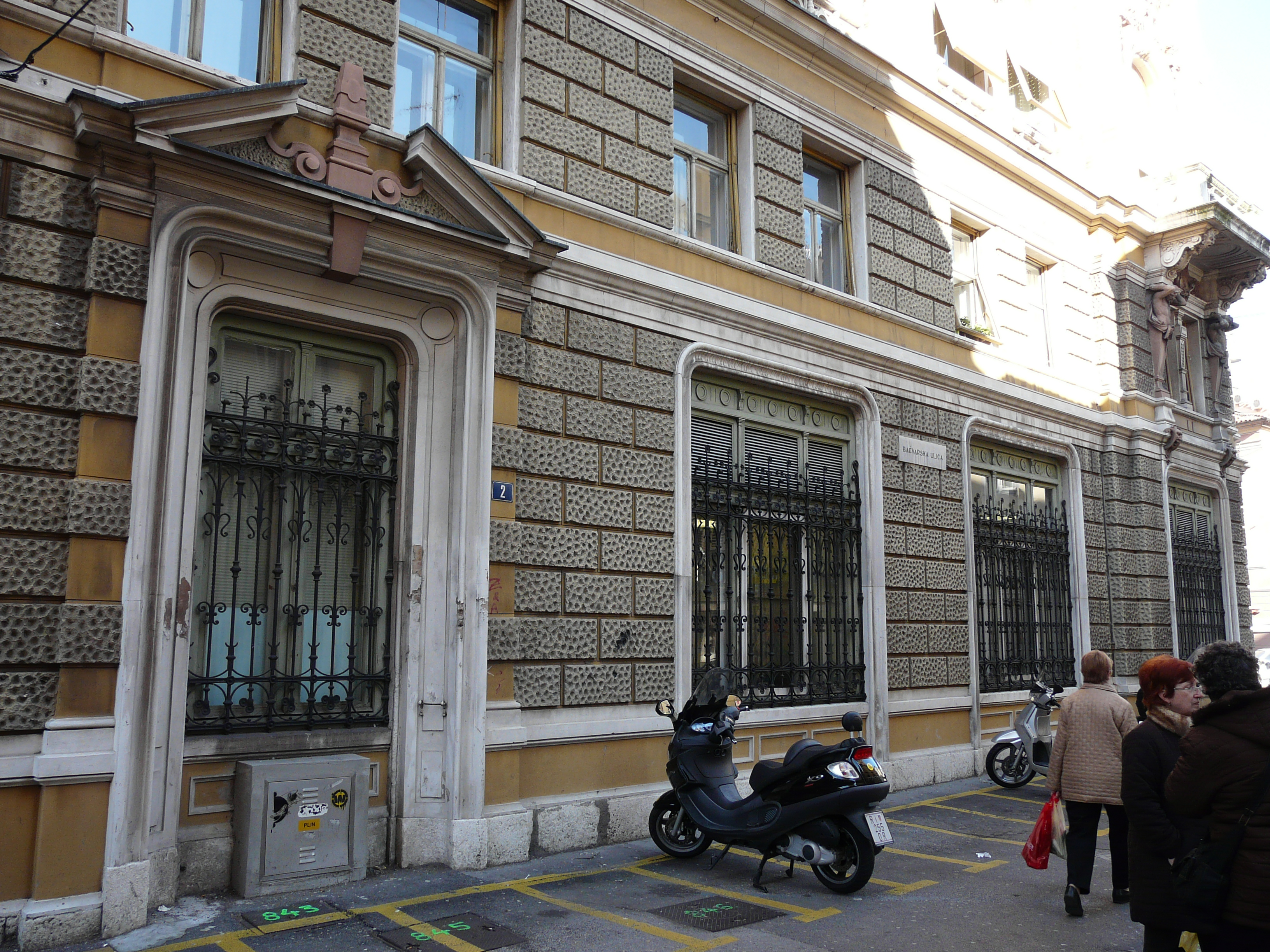
Вход в дворец Модело со стороны улицы Baćvarska
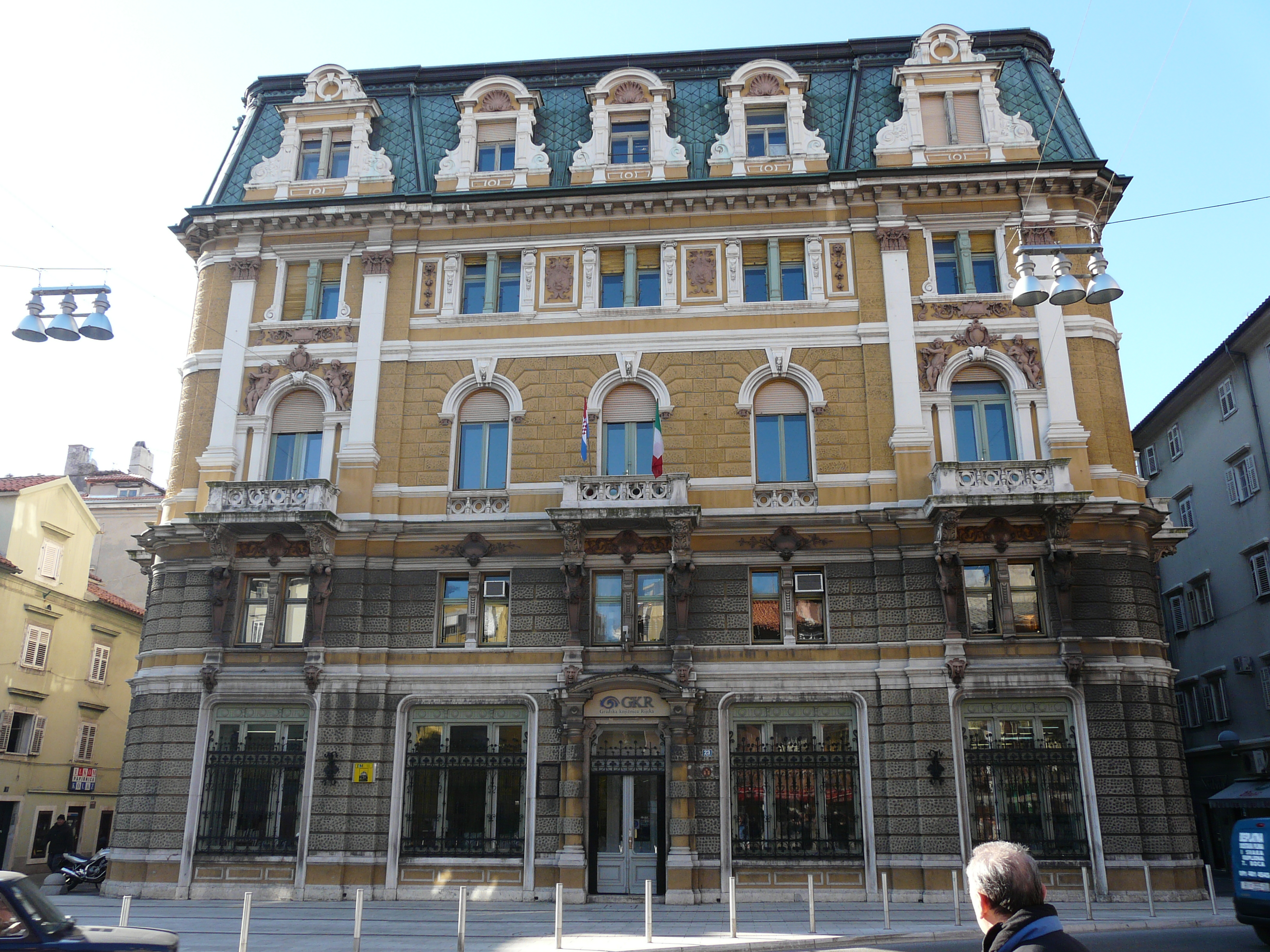
Дворец Модело со стороны улицы Adamićeva
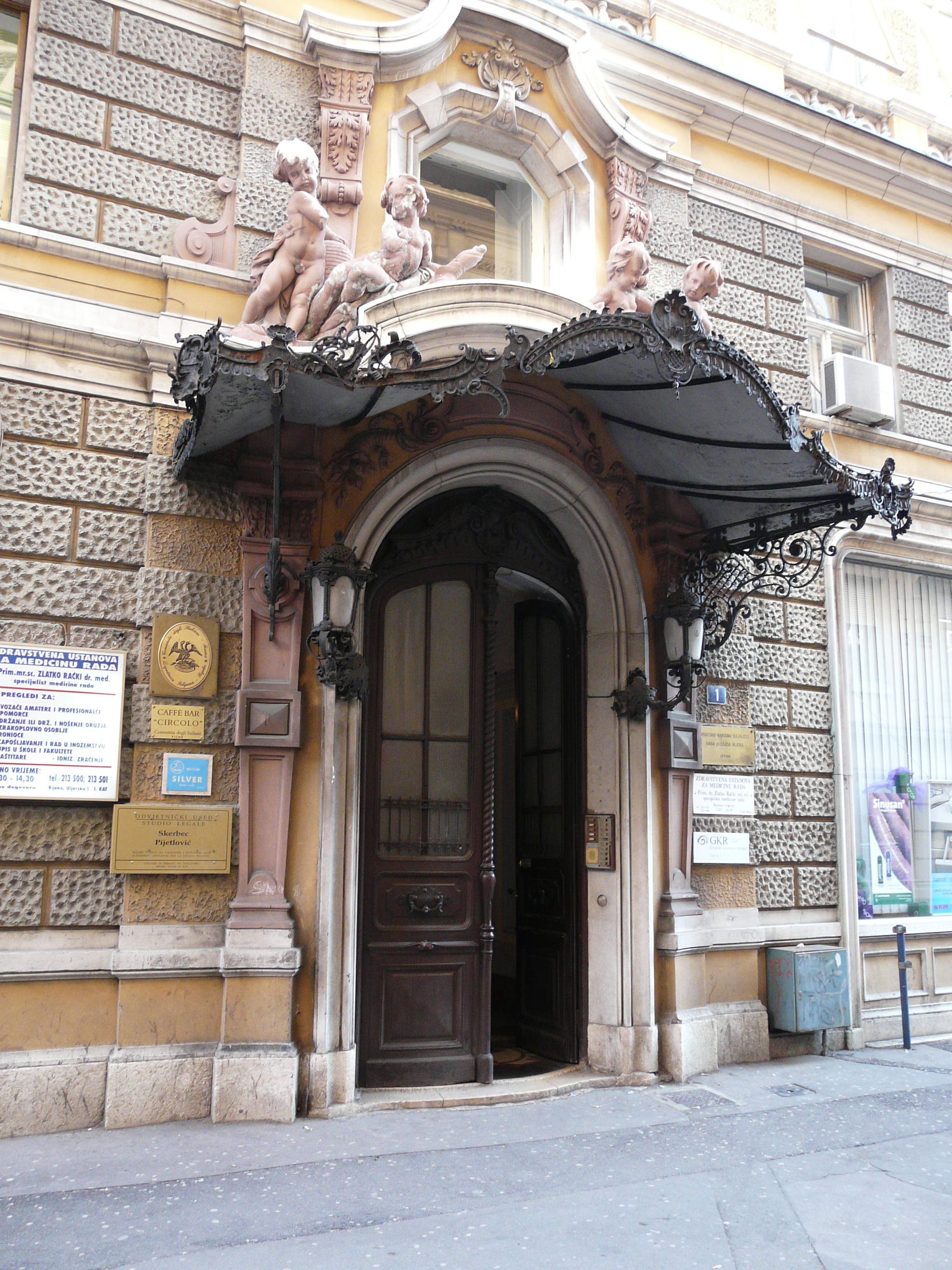
Вход во дворец со стороны улицы Vatroslava Lisinskog